# Episodi di Giudice di notte (settima stagione)
La settima stagione della serie televisiva Giudice di notte è stata trasmessa in anteprima negli Stati Uniti d'America dalla NBC tra il 27 settembre 1989 e il 2 maggio 1990.
| nº | Titolo originale                                           | Titolo italiano | Prima TV USA      | Prima TV Italia |
| -- | ---------------------------------------------------------- | --------------- | ----------------- | --------------- |
| 1  | Life with Buddy                                            |                 | 27 settembre 1989 |                 |
| 2  | If I Were a Rich Man                                       |                 | 11 ottobre 1989   |                 |
| 3  | The Cop and the Lady                                       |                 | 18 ottobre 1989   |                 |
| 4  | Come Back to the Five and Dime, Stephen King, Stephen King |                 | 25 ottobre 1989   |                 |
| 5  | Blue Suede Bull                                            |                 | 1º novembre 1989  |                 |
| 6  | For Love or Money                                          |                 | 8 novembre 1989   |                 |
| 7  | Auntie Maim                                                |                 | 15 novembre 1989  |                 |
| 8  | Attack of the Mac Snacks                                   |                 | 22 novembre 1989  |                 |
| 9  | Branded (Part 1)                                           |                 | 29 novembre 1989  |                 |
| 10 | Branded (Part 2)                                           |                 | 6 dicembre 1989   |                 |
| 11 | Passion Plundered                                          |                 | 20 dicembre 1989  |                 |
| 12 | Amore or Less                                              |                 | 3 gennaio 1990    |                 |
| 13 | Razing Bull                                                |                 | 17 gennaio 1990   |                 |
| 14 | Futureman                                                  |                 | 24 gennaio 1990   |                 |
| 15 | Wedding Bell Blues (Part 1)                                |                 | 7 febbraio 1990   |                 |
| 16 | Wedding Bell Blues (Part 2)                                |                 | 14 febbraio 1990  |                 |
| 17 | The Talk Show                                              |                 | 21 febbraio 1990  |                 |
| 18 | Melvin and Harold                                          |                 | 28 febbraio 1990  |                 |
| 19 | The Glasnost Menagerie                                     |                 | 7 marzo 1990      |                 |
| 20 | I Said Dance!                                              |                 | 14 marzo 1990     |                 |
| 21 | My Three Dads                                              |                 | 28 marzo 1990     |                 |
| 22 | Still Another Day in the Life                              |                 | 4 aprile 1990     |                 |
| 23 | A Closer Look                                              |                 | 11 aprile 1990    |                 |
| 24 | The Blues of the Birth                                     |                 | 2 maggio 1990     |                 |